# Droga krajowa 48
Die Droga krajowa 48 (DK48) ist eine Landesstraße in Polen. Sie beginnt in Tomaszów Mazowiecki an der DK 8 und verläuft zunächst in östlicher Richtung bis Potworów (Powiat Przysuski), wo sie einen Verlauf nach Norden nimmt, um in Wyśmierzyce wieder nach Osten abzubiegen. Bei Białobrzegi kreuzt sie die Schnellstraße S7 (E 77). In Kozienice erreicht sie die DK79 und folgt weiter der Weichsel, die sie auf einer Brücke bei Dęblin (Demblin) überquert. Östlich von Dęblin wird die DK17 (Europastraße 372) gekreuzt. Die Straße verläuft nun parallel zum Wieprz, bis sie in Kock (Kotzk) an der DK19 endet.
Die Länge der Straße beträgt rund 200 Kilometer.

## Wichtige Ortschaften an der Strecke
Woiwodschaft Łódź (województwo łódzkie):
- Tomaszów Mazowiecki

Woiwodschaft Masowien (województwo mazowieckie):
- Białobrzegi
- Kozienice

Woiwodschaft Lublin (województwo lubelskie):
- Dęblin
- Kock